# Mariana de Neuburg
Contesa Palatină Maria Anna de Neuburg (spaniolă Mariana de Neoburgo; germană Maria Anna von Neuburg) (28 octombrie 1667 – 16 iulie 1740) a fost regină consort a Spaniei din 1689 până în 1700 ca a doua soție a regelui Carol al II-lea al Spaniei. În țara ei adoptivă a fost cunoscută ca Mariana. A fost mătușa Elisabetei Farnese.